# The Masses
Pour les articles homonymes, voir Masse (homonymie).
The Masses est un magazine mensuel progressiste américain, fondé en 1911 et disparu en 1917, suspendu par le gouvernement des États-Unis pour avoir ouvertement appelé au boycott de la conscription de 1917. Novateur sur le plan graphique, considéré même comme l'un des fleurons du modernisme américain, The Masses publia dans ses colonnes des penseurs socialistes comme John Silas Reed et Max Forrester Eastman. Ce dernier lança The Liberator en 1918, qui devint par la suite l'organe du Parti communiste américain.

## Histoire du support

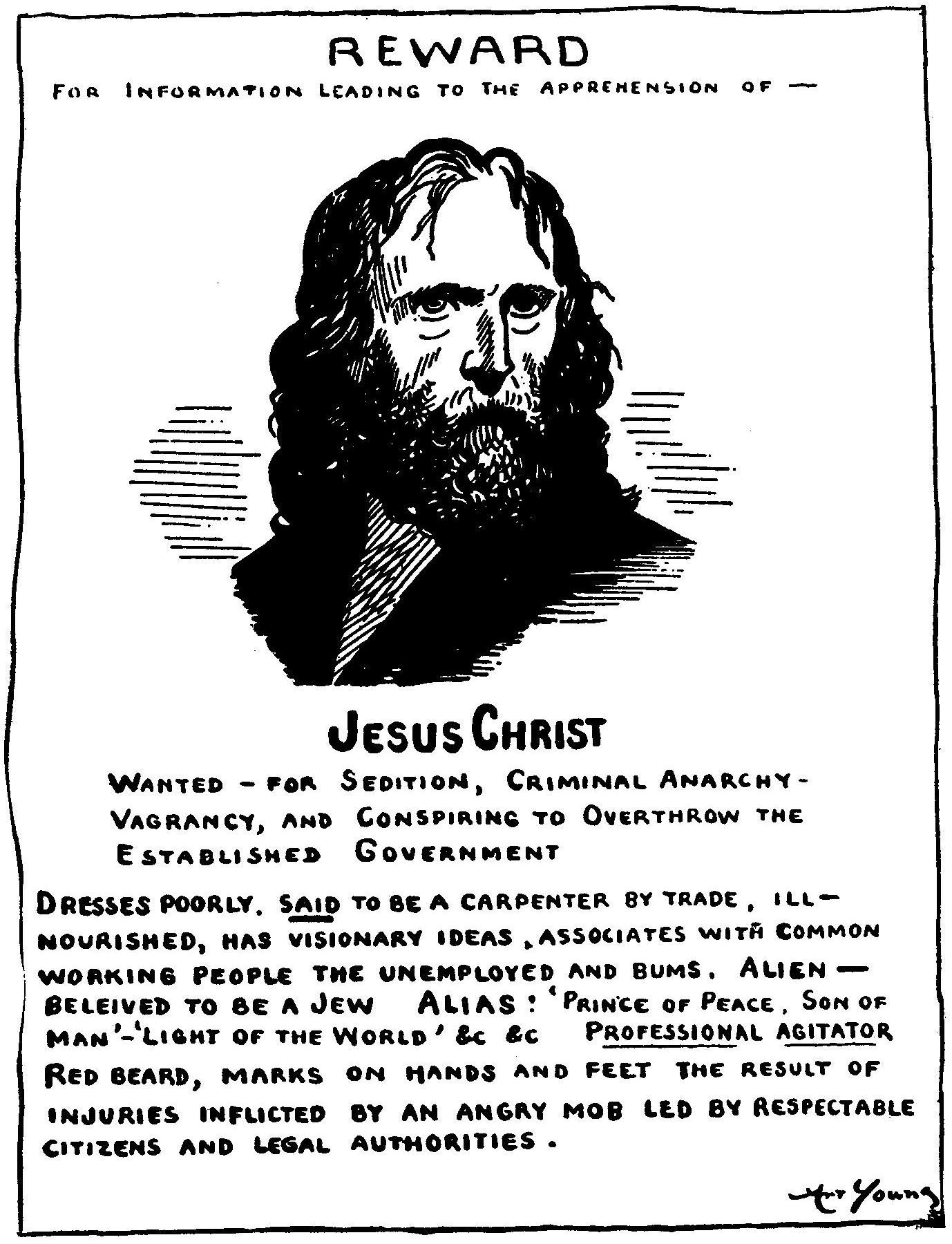
Affiche de Art Young publiée dans The Masses en 1917.

The Masses, sous-titré au départ « a monthly magazine devoted to the interests of the working people » (« un magazine mensuel défendant les intérêts des travailleurs ») a été fondé à New York en janvier 1911 par Piet Vlag, un Néerlandais d'obédience socialiste libertaire sensible entre autres aux idées de Karl Marx, qui s'associe à Thomas Seltzer, rédacteur en chef, et Horatio Winslow, via la Masses Publishing Company, une petite société d'édition à travers laquelle les trois hommes dirigent collectivement le titre durant les deux premières années.
L'un des soutiens financiers de cette société fut l'avocat fortuné Amos Pinchot (1863-1944) qui est cité dès le premier numéro. Vlag lance un appel dans son éditorial inaugural sous forme de questions commençant par « Do you believe in socialism? ». Il se donne pour buts d'éduquer la classe des travailleurs américains en matière d'art, de littérature et de théorie socialiste.
Au bout de quatre livraisons, The Masses s'ouvre résolument à des artistes — et des écrivains — venus du Greenwich Village, notamment des membres de l'officieuse Ash Can School : c'est ainsi que Art Young mais aussi John French Sloan, entre autres, rejoignent en août 1912 les rangs du magazine quand Max Forrester Eastman est nommé responsable éditorial. Il défend le droit du magazine à rester libre et s'efforce de maintenir un prix de vente dérisoire. La direction est de facto collective, les bénéfices sont partagés équitablement et de nombreux appels à souscription sont lancés.
Au début de la Première Guerre mondiale, le ton politique va aller en se durcissant ; avec l'ouverture des hostilités en Europe durant l'été 1914, période durant laquelle Eastman s'en prend aux oligopoles industriels, responsables selon lui de cette guerre « d'où nul ne sortira vainqueur ».
Pacifiste, antimilitariste et profondément de gauche, The Masses inquiète de plus en plus les autorités fédérales, son tirage augmente.
En 1917, en même temps que le magazine anarchiste Mother Earth animé par Emma Goldman, The Masses est ciblé par l'Espionage Act voté en juin. Dès le mois d'août, alors que la publication commence à faire campagne contre la conscription obligatoire et l'entrée en guerre des États-Unis, ses principaux collaborateurs sont poursuivis en justice.
Le 24 juillet 1917, alors qu'un postier nommé Patten refuse de porter aux abonnés le magazine, qu'il juge contraire à ses principes, la cour déclare illégal ce genre de procédé, citant le Premier amendement (Freedom of Speach).
En novembre, sort un numéro double : c'est le dernier, l'équipe décide de saborder le magazine du fait de pressions politiques.
Un premier procès s'ouvre le 15 avril 1918, accusant Max Eastman, Floyd Dell, John Silas Reed (absent), Josephine Bell, Henry J. Glintenkamp, Art Young, et Merrill Rogers de faire obstruction à la mobilisation militaire et d'être des « conspirateurs » ; Eastman risquait 20 ans d'emprisonnement et 10 000 dollars d'amende. Durant la délibération du jury, il y eut une véritable émeute : l'un d'entre eux s'affirma socialiste et fut trainé dehors par la foule pour être molesté ; le juge déclara aussitôt le procès nul pour vice de forme. En mai, Glintenkamp se réfugie à Mexico.
Un second procès, toujours au même motif, eut lieu entre novembre 1918 et janvier 1919 : cette fois, John Reed est présent, rentré à peine de Russie. Le juge Barnes se fit remarquer par un discours quasi larmoyant, durant lequel il invoqua les soldats mort sur le front français. Reed, entre autres, répondit de façon ironique. Cependant, sans retomber dans la violence, les jurés ne parvinrent pas à se décider. Il y eut donc relaxe.
Entre-temps, en mars 1918, l'équipe de The Masses lance un nouveau mensuel intitulé The Liberator. Eastman fonde ensuite avec quelques-uns de ses collaborateurs d'alors (dont Hugo Gellert (en)) New Masses en 1926.

## Bilan et retombées

### Politique
Entre 1911 et 1917, The Masses rendit compte de l'ensemble des événements socio-politiques américains sans aucune forme de censure, que ce soit les mouvements ouvriers et les grèves massives de 1912 et 1913, s'indignant entre autres du massacre de Ludlow (avril 1914), soutenant de nombreux sympathisants anarchistes et socialistes internationalistes comme William Dudley Haywood et Eugene Victor Debs, fondateurs du IWW.
Le magazine fut aussi un défenseur des droits des femmes à la contraception, au vote, à l'égalité financière et sociale.
À la fin des années 1960, Hannah Arendt écrivit que « le seul magazine que je connaisse susceptible de ressembler à Politics [fondé par 
Dwight Macdonald] et capable de remplir les mêmes fonctions était l'ancien Masses (1911-1917) ».

### Graphisme et modernité
Dominé à ces débuts par la figure de Charles Allen Winter (1869-1942) et de son épouse Alice (1877-1970), The Masses, au fil des années, accueillent de nombreux artistes plasticiens, qui comptent parmi les tenants du modernisme : durant la première année, l'on trouve par exemple Anton Otto Fischer et Robert Robinson, ce dernier étant l'un des précurseurs du style de Norman Rockwell ou Slice of Life (« Tranche de vie »). En 1912-1913, arrivent des artistes passés par la Ash Can School puis l'Armory Show comme Stuart Davis, Arthur Bowen Davies, Maurice Becker (en), George Bellows, Boardman Robinson, et bien sûr John French Sloan.
En 1916, les époux Winter, puis Maurice Becker, quittent le magazine, le trouvant trop radical.
Il y eut également de nombreuses femmes remarquables qui contribuèrent telles que Cornelia Barns, ainsi que des personnalités au talent singulier, tel que le mystérieux Frank Walts.

### Littérature
The Masses accueille Sherwood Anderson et les tenants du réalisme américain. Responsable de la critique et des pages littéraires, Floyd Dell mit l'accent sur de nombreux auteurs devenus aujourd'hui des figures incontestées de la pensée du XXe siècle, tels que Theodore Dreiser, Carl Jung, Jack London, G. K. Chesterton, Eugene O'Neill, etc.

Évolution du style des couvertures
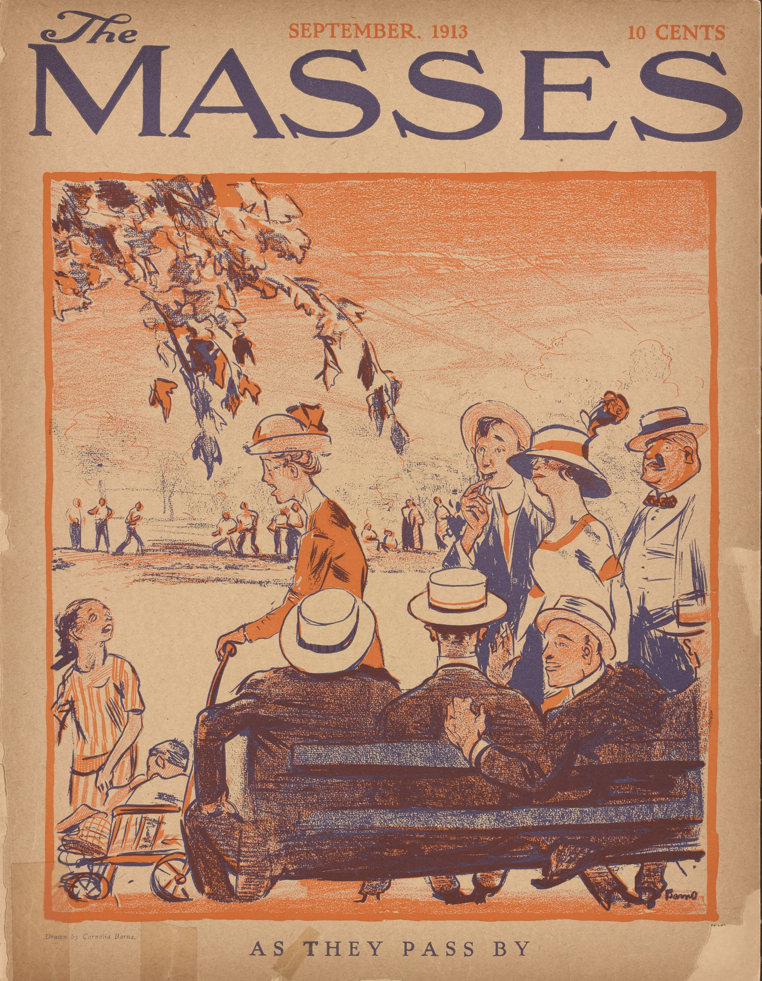
« As They Pass By », par Cornelia Barns (septembre 1913).
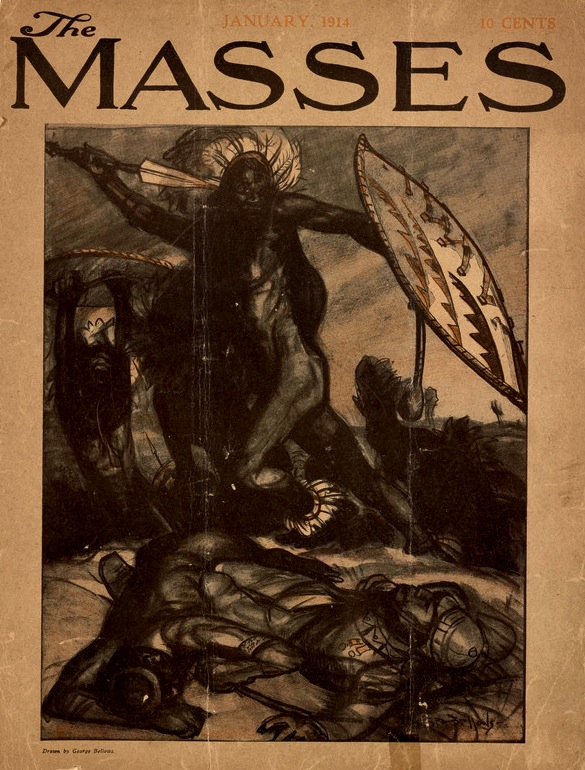
Dessin de George Bellows (janvier 1914).
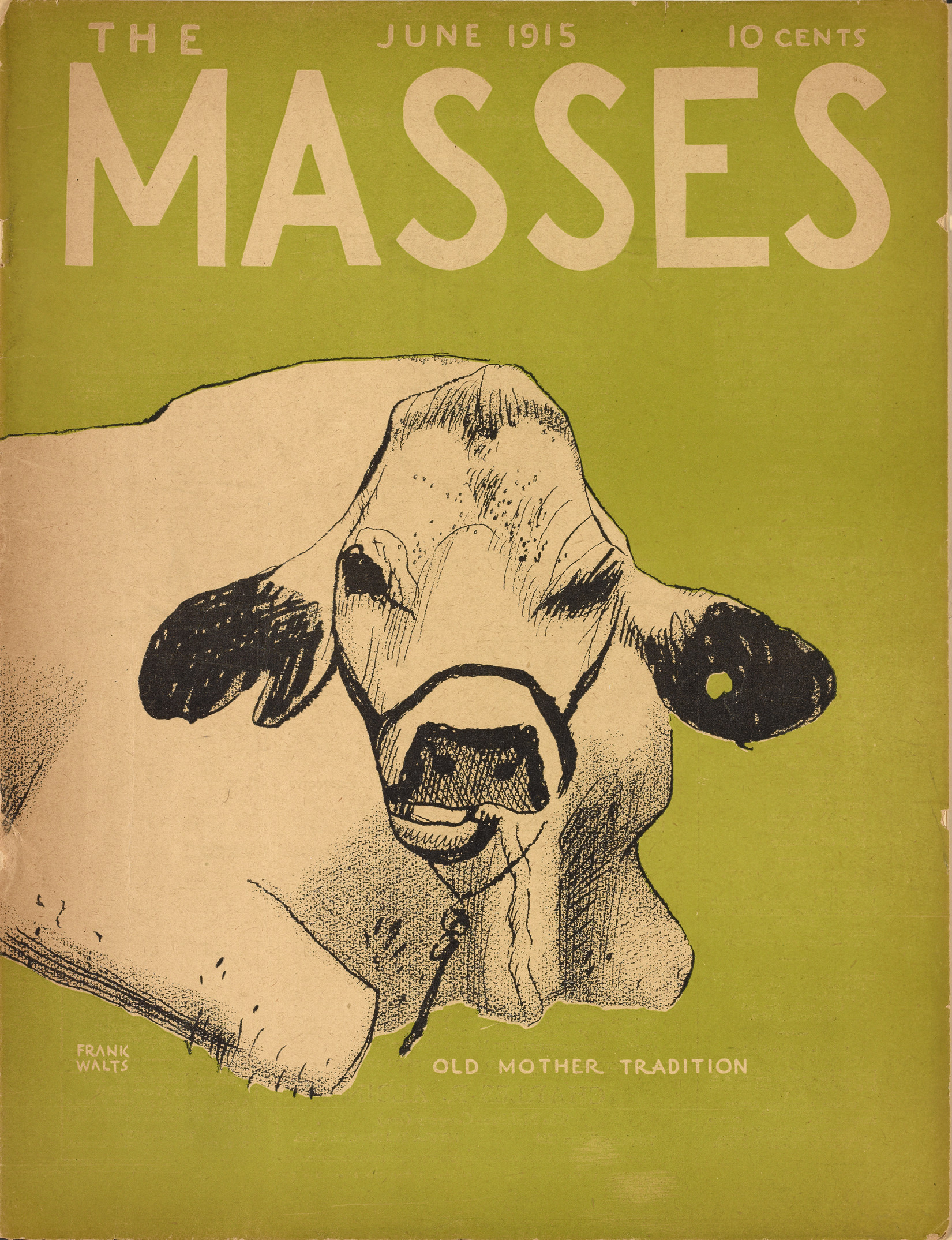
« Old Mother Tradition », par Frank Walts (juin 1915).
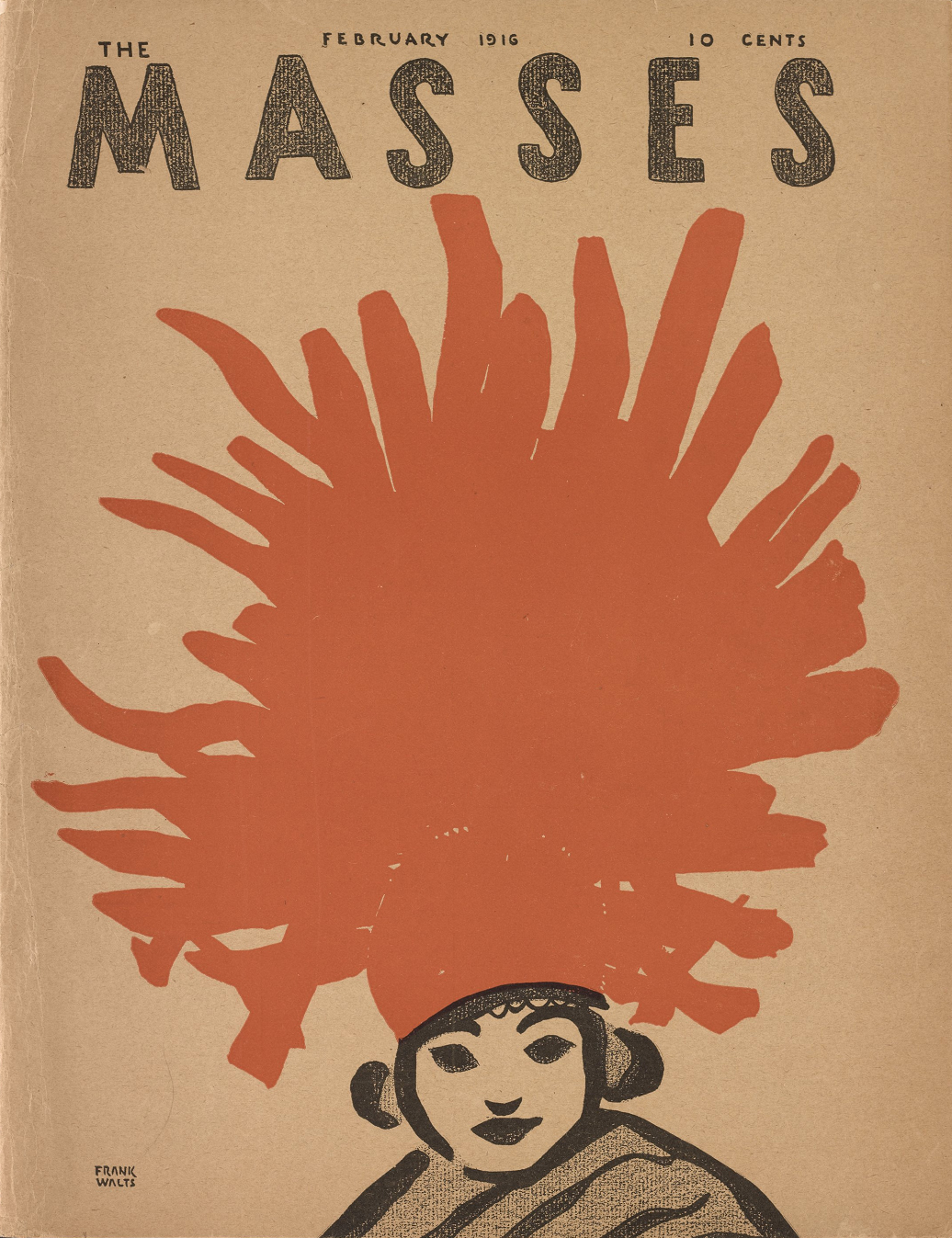
Dessin de Frank Walts (février 1916).
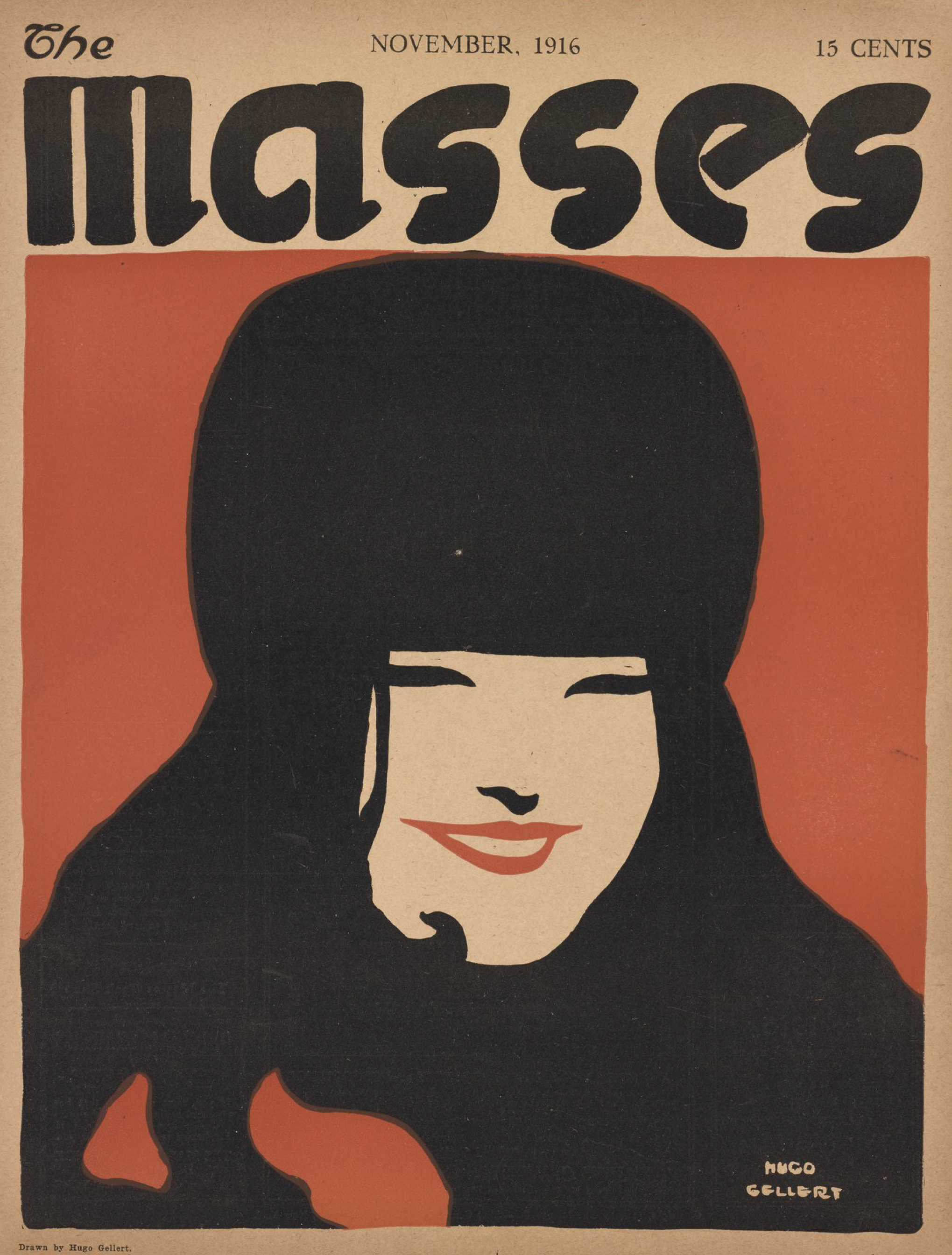
Dessin de Hugo Gellert (en) (novembre 1916).
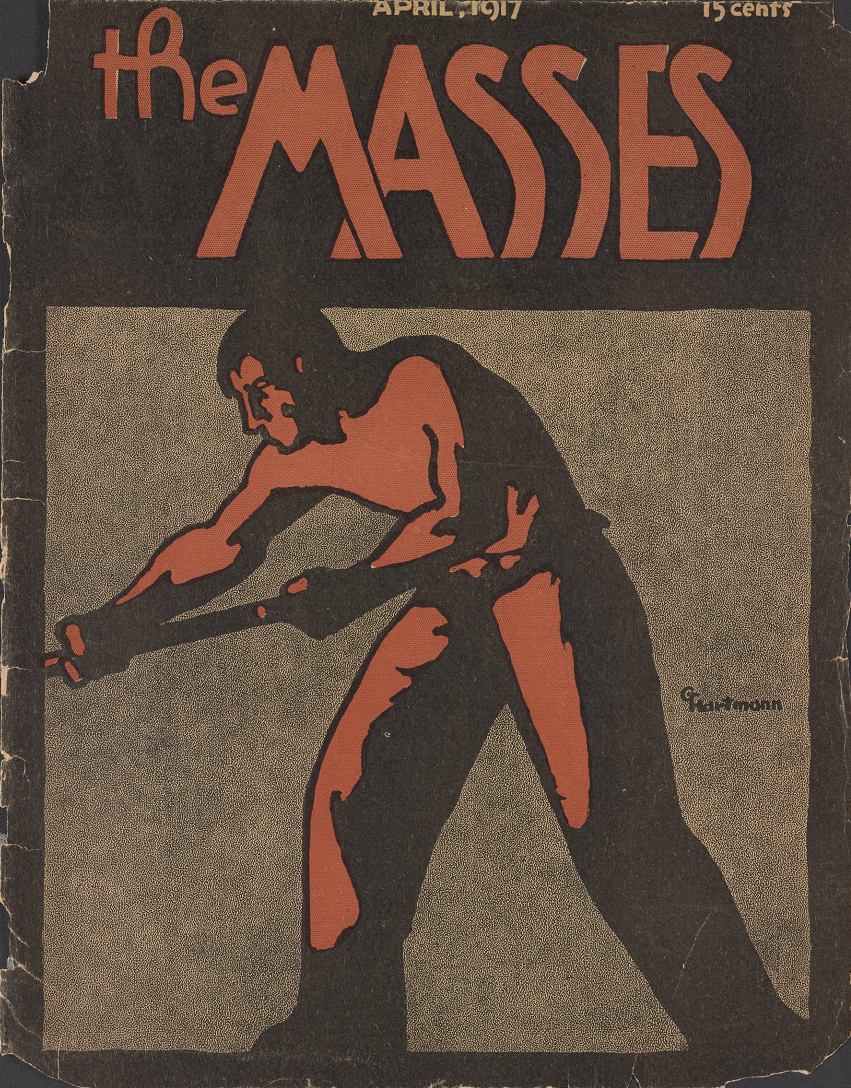
Dessin de C. Hartmann (avril 1917).

## Contributeurs

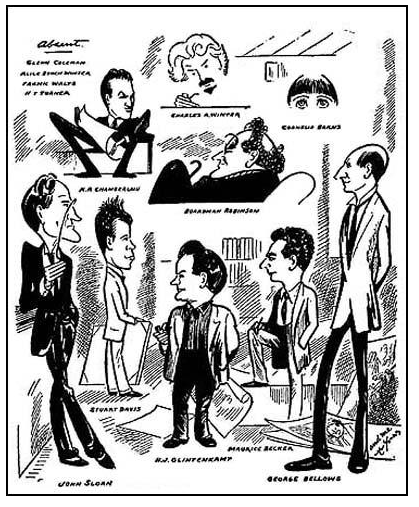
« The Cartoonists » par Art Young représentant les principaux dessinateurs associés à The Masses (avant 1917).

### Artistes
- John Barber (1898-1965)
- Cornelia Barns
- Maurice Becker (en)
- George Bellows
- Gutzon Borglum
- Kenneth R. Chamberlain (1891-1984)
- Glenn O. Coleman (1887-1932)
- Arthur Bowen Davies
- Stuart Davis
- Anton Otto Fischer
- Hugo Gellert (en)
- Lydia Gibson (en)
- Henry J. Glintenkamp (1887-1946)
- C. Hartmann
- Robert Henri
- Eugene Higgins
- Will Hope
- W. J. Jones
- Ilonka Karasz
- Rockwell Kent
- Carlo Leonetti (1895-1994)
- Robert Minor
- Alexander Popini (1878-1962)
- Boardman Robinson
- Robert Robinson
- Mary Ellen Sigsbee (1876-1960)
- John French Sloan
- H. Smith
- G. S. Sparks
- H. J. Turner
- Frank Walts
- Charles Allen Winter (1869-1942)
- Alice Beach Winter (1877-1970)
- Art Young
- Fritz Zillig (1885-1950)

### Plumes
- Sherwood Anderson
- Louise Bryant
- Dorothy Day
- Floyd Dell
- Max Forrester Eastman
- Inez Haynes Irwin
- Jack London
- Amy Lowell
- Inez Milholland
- Eugene O'Neill
- John Silas Reed
- Carl Sandburg
- Upton Sinclair
- Mary Heaton Vorse
- Léon Tolstoï

## Représentation
The Masses est présent au début du film Reds de Warren Beatty, sorti en 1981.